# Ancylotrypa oneili
Ancylotrypa oneili är en spindelart som först beskrevs av William Frederick Purcell 1902.  Ancylotrypa oneili ingår i släktet Ancylotrypa och familjen Cyrtaucheniidae. Inga underarter finns listade i Catalogue of Life.